# Cupa AFC
Cupa AFC este o competiție anuală de fotbal internațional inter-club, organizată de Asian Football Confederation (AFC). În competiție pot participa cluburi din țările afiliate AFC..
Kuwait SC este cel mai de succes club din istoria competiției, câștigând trei titluri. Cluburile din Iordania și Kuwait au câștigat per total câte trei titluri, astfel ca  aceste două țări sunt cele mai titrate în competiție.

## Țări și regiuni participante
| Poz.  | Asociația membru                   | Puncte | Locuri        | Locuri   |
| Poz.  | Asociația membru                   | Puncte | Faza grupelor | Play-off |
| ----- | ---------------------------------- | ------ | ------------- | -------- |
| —     | Liga Campionilor AFC 2012 play-off | —      | 2             | 0        |
| 1     | Kuwait                             | 35.32  | 3             | 0        |
| 2     | Iordania                           | 33.47  | 2             | 0        |
| 3     | Siria                              | 30.28  | 2             | 0        |
| 4     | Iraq                               | 28.98  | 2             | 0        |
| 5     | Bahrain                            | 28.13  | 0             | 0        |
| 7     | Oman                               | 20.68  | 2             | 0        |
| 11    | Liban                              | 15.09  | 2             | 0        |
| 12    | India                              | 11.75  | 2             | 0        |
| 13    | Yemen                              | 11.02  | 1             | 1        |
| 15    | Maldive                            | 9.13   | 1             | 1        |
| Total | Total                              | Total  | 19            | 2        |

| Poz.  | Asociația membru                   | Puncte | Locuri        | Locuri   |
| Poz.  | Asociația membru                   | Puncte | Faza grupelor | Play-off |
| ----- | ---------------------------------- | ------ | ------------- | -------- |
| —     | Liga Campionilor AFC 2012 play-off | —      | 2             | 0        |
| 6     | Vietnam                            | 24.16  | 2             | 0        |
| 8     | Indonezia                          | 17.58  | 1             | 0        |
| 9     | Singapore                          | 16.51  | 2             | 0        |
| 10    | Hong Kong                          | 15.68  | 2             | 0        |
| 14    | Malaezia                           | 10.79  | 1             | 1        |
| 16    | Myanmar                            | 5.47   | 1             | 1        |
| Total | Total                              | Total  | 11            | 2        |

Câte 32 de echipe participă în edițiile anuale ale Cupei AFC.
Play-off: (2 teams)
- Malaezia,  Maldive,  Myanmar and  Yemen, fiecare are câte o echipă în calificări. Două câștigătoare vor accede în faza grupelor.

Faza grupelor: (32 echipe)
- 2 echipe din play-off.
- 3 echipe:   Kuwait
- 2 echipe:   Hong Kong,  India,  Iraq,  Iordania,   Liban,  Oman,   Singapore,  Siria,  Vietnam
- 1 echipă:  Malaezia,  Maldive,  Myanmar,   Indonezia,   Yemen
- 4 pierdante din Liga Campionilor AFC – faza playoff.

## Rezultate

### Finale de dublă manșă
| Ediția | Echipa gazdă                                                            | Scor | Echipa oaspete  | Stadion                     | Locația         | Participante |
| ------ | ----------------------------------------------------------------------- | ---- | --------------- | --------------------------- | --------------- | ------------ |
| 2004   | Al-Wahda                                                                | 2–3  | Al-Jaish        | Abbasiyyin Stadium          | Damasc, Siria   | 18           |
| 2004   | Al-Jaish                                                                | 0–1  | Al-Wahda        | Abbasiyyin Stadium          | Damasc, Siria   | 18           |
| 2004   | Aggregate 3–3, Al-Jaish, câștigat duelul prin golul marcat în deplasare |      |                 |                             |                 | 18           |
| 2005   | Al-Faisaly                                                              | 1–0  | Al-Nejmeh       | Amman International Stadium | Amman, Iordania | 18           |
| 2005   | Al-Nejmeh                                                               | 2–3  | Al-Faisaly      | Al Manara Stadium           | Beirut, Liban   | 18           |
| 2005   | Al-Faisaly a trecut cu 4–2 la general                                   |      |                 |                             |                 | 18           |
| 2006   | Al-Faisaly                                                              | 3–0  | Al-Muharraq     | Amman International Stadium | Amman, Iordania | 20           |
| 2006   | Al-Muharraq                                                             | 4–2  | Al-Faisaly      | Bahrain National Stadium    | Riffa, Bahrain  | 20           |
| 2006   | Al-Faisaly a câștigat cu 5–4 la general                                 |      |                 |                             |                 | 20           |
| 2007   | Al-Faisaly                                                              | 0–1  | Shabab Al-Ordon | Amman International Stadium | Amman, Iordania | 24           |
| 2007   | Shabab Al-Ordon                                                         | 1–1  | Al-Faisaly      | Amman International Stadium | Amman, Iordania | 24           |
| 2007   | Shabab Al-Ordon a câștigat cu 2–1 la general                            |      |                 |                             |                 | 24           |
| 2008   | Al-Muharraq                                                             | 5–1  | Safa Beirut     | Bahrain National Stadium    | Riffa, Bahrain  | 20           |
| 2008   | Safa Beirut                                                             | 4–5  | Al-Muharraq     | Sports City Stadium         | Beirut, Liban   | 20           |
| 2008   | Al-Muharraq a câștigat cu 10–5 la general                               |      |                 |                             |                 | 20           |

### Finale de o singură manșă
| Ediția | Campioană    | Scor              | Vice-campioană | Stadion                       | Locația             | Participante |
| ------ | ------------ | ----------------- | -------------- | ----------------------------- | ------------------- | ------------ |
| 2009   | Al-Kuwait    | 2–1               | Al-Karamah     | Al Kuwait Sports Club Stadium | Kuwait City, Kuwait | 32           |
| 2010   | Al-Ittihad   | 1–1 (aet) (4–2 p) | Al-Qadsia      | Jaber International Stadium   | Kuwait City, Kuwait | 31           |
| 2011   | Nasaf Qarshi | 2–1               | Al-Kuwait      | Markaziy Stadium              | Qarshi, Uzbekistan  | 32           |
| 2012   | Al-Kuwait    | 4–0               | Arbil FC       | Franso Hariri Stadium         | Arbil, Irak         | 33           |
| 2013   | Al-Kuwait    | 2–0               | Al-Qadsia      | Al-Sadaqua Walsalam Stadium   | Kuwait City, Kuwait | 34           |

## Performanță după club
| Poziție | Club            | Campion | Vice-campion |
| ------- | --------------- | ------- | ------------ |
| 1       | Al-Kuwait       | 3       | 1            |
| 2       | Al-Faisaly      | 2       | 1            |
| 3       | Al-Muharraq     | 1       | 1            |
| 4       | Shabab Al-Ordon | 1       | 0            |
| 4       | Al-Ittihad      | 1       | 0            |
| 4       | Al-Jaish        | 1       | 0            |
| 4       | Nasaf Qarshi    | 1       | 0            |
| 5       | Al-Qadsia       | 0       | 2            |
| 8       | Arbil FC        | 0       | 1            |
| 8       | Al-Nejmeh       | 0       | 1            |
| 8       | Safa Beirut     | 0       | 1            |
| 8       | Al-Karamah      | 0       | 1            |
| 8       | Al-Wahda        | 0       | 1            |

## Performanță după țară
| Poziție | Țara       | Campioni | Vice-campioni |
| ------- | ---------- | -------- | ------------- |
| 1       | Kuwait     | 3        | 3             |
| 2       | Iordania   | 3        | 1             |
| 3       | Siria      | 2        | 2             |
| 4       | Bahrain    | 1        | 1             |
| 5       | Uzbekistan | 1        | 0             |
| 6       | Liban      | 0        | 2             |
| 7       | Irak       | 0        | 1             |

## Golgheteri
| An   | Jucător            | Club            | Goluri |
| ---- | ------------------ | --------------- | ------ |
| 2004 | Indra Sahdan Daud  | Home United     | 7      |
| 2004 | Egmar Goncalves    | Home United     | 7      |
| 2005 | Mo'ayyad Salim     | Al-Faisaly      | 9      |
| 2006 | Mahmoud Shelbaieh  | Al-Wahdat       | 8      |
| 2007 | Odai Al Saify      | Shabab Al-Ordun | 5      |
| 2007 | Mohammed Ghaddar   | Al-Nejmeh       | 5      |
| 2008 | Rico               | Al-Muharraq     | 19     |
| 2009 | Robert Akaruye     | Busaiteen       | 8      |
| 2009 | Mohamad Hamwi      | Al-Karamah      | 8      |
| 2009 | Jehad Al Hussain   | Al-Kuwait       | 8      |
| 2009 | Huỳnh Kesley Alves | Binh Duong      | 8      |
| 2010 | Afonso Alves       | Al-Rayyan       | 9      |
| 2011 | Ivan Bošković      | Nasaf Qarshi    | 10     |
| 2012 | Amjad Radhi        | Arbil           | 9      |
| 2012 | Raja Rafe          | Al-Shorta       | 9      |
| 2013 | Issam Jemâa        | Al-Kuwait       | 16     |